# Liste des évêques de Gaoua
Liste des évêques de Gaoua
(Dioecesis Gauensis)
L'évêché burkinabé de Gaoua est créé le 30 novembre 2011, par détachement de celui de Diébougou. Il siège à la Cathédrale du Sacré-Cœur de Gaoua.

## Sont évêques
- depuis le 30 novembre 2011 : Modeste Kambou

## Sources
- L'ANNUAIRE PONTIFICAL, sur le site http://www.catholic-hierarchy.org, à la page